# Aura Elena Farfán
Aura Elena Farfán, née le 2 février 1940 dans le département de Jutiapa dans le Sud-Est du Guatemala, est une infirmière et une militante des droits de l'homme et de ceux des familles. Durant la guerre civile dans son pays (1960-1996), elle fonde la FAMDEGUA, une association des familles des détenus disparus du Guatemala. Menacée de mort à plusieurs reprises, elle est enlevée en 2001. En 2015, elle est nommée par le Time magazine, parmi les 100 personnalités les plus influentes. En 2017, elle apparaît dans le film documentaire Finding Oscar de Steven Spielberg,. Elle reçoit, en 2018, le prix international de la femme de courage.

## Sources
- (en) Cet article est partiellement ou en totalité issu de l’article de Wikipédia en anglais intitulé « Aura Elena Farfán » (voir la liste des auteurs).